# Marie-Charlotte Saint Girons
Pour les articles homonymes, voir Saint-Girons.
Marie-Charlotte Saint-Girons, née Kesseler à Brest le 2 août 1923 et morte à Paris le 22 mars 1995, est une géographe et mammalogiste française, maître de recherche au CNRS, spécialiste des petits mammifères d'Europe. Elle a présidé la Société française pour l'étude et la protection des mammifères (SFEPM) de sa création en 1977 jusqu’en 1994. Elle a souvent accompagné son mari Hubert Saint Girons, histologiste et herpétologiste dans ses missions, notamment dans le Haut Atlas marocain et en Nouvelle-Zélande.

## Parcours professionnel
La carrière de Marie-Charlotte Saint-Girons est étroitement liée à celle d'Hubert Saint Girons, chacun participant aux recherches de l’autre et nombre de leurs travaux sont cosignés. Étudiants à Rennes dans les dernières années de la Seconde Guerre mondiale, ils s’y sont mariés en 1945. Pendant les cinquante années suivantes, ils ont partagé un laboratoire, tout d’abord à Paris, au Laboratoire d’évolution des êtres organisés, boulevard Raspail, sous la direction de Pierre-Paul Grassé, puis au Laboratoire d’écologie du Muséum national d'histoire naturelle de Brunoy, mais ils travaillent en extérieur six mois de l’année, entre deux périodes d’hibernation des sujets de leurs études, grâce aux terrariums installés dans le parc de la maison familiale de Bohallard, dans la Loire-Atlantique. En 1969, ils quittent Brunoy. Marie Charlotte est accueillie au Museum national d'Histoire Naturelle.
Le couple Saint Girons participe en 1989 au 1er Congrès mondial d'Herpétologie tenu à l'Université du Kent à Canterbury (Grande-Bretagne).

## Quelques publications
- Saint Girons, H. ; Saint Girons, M. C. 1956 : Cycle d’activité et thermorégulation chez les reptiles (lézards et serpents). Vie & Milieu 7: 133 – 226.
- Saint Girons, M.-C. 1973 Les Mammifères de France et du Benelux (faune marine exceptée). Paris, Doin, 481 p.
- Saint Girons, M.-C. 1989 : Les Mammifères de France. Paris, Sang de la Terre, 250 p.
- Marie-Charlotte Saint Girons, Le vison sauvage (Mustela lutreola) en Europe, vol. 54, Conseil de l'Europe, 1991, 41 p. (ISBN 978-92-871-1985-8, lire en ligne)